# تومي سميث (لاعب كرة قدم)
تومي سميث (14 أبريل 1992 في المملكة المتحدة - ) (بالإنجليزية: Tommy Smith) هو لاعب كرة قدم بريطاني وإنجليزي في مركز الدفاع. لعب مع هدرسفيلد تاون.

## وصلات خارجية
- تومي سميث على موقع قاعدة بيانات كرة القدم.إي يو (الإنجليزية)
- تومي سميث على موقع Soccerbase.com (لاعب) (الإنجليزية)
- تومي سميث على موقع Soccerway.com (الإنجليزية)
- تومي سميث على موقع عالم كرة القدم.نت (الإنجليزية)